# Шнеппенбах
Шнеппенбах (нім. Schneppenbach) — громада в Німеччині, розташована в землі Рейнланд-Пфальц. Входить до складу району Бад-Кройцнах. Складова частина об'єднання громад Кірн-Ланд.
Площа — 3,30 км2. Населення становить 216 ос. (станом на 31 грудня 2020).

## Галерея

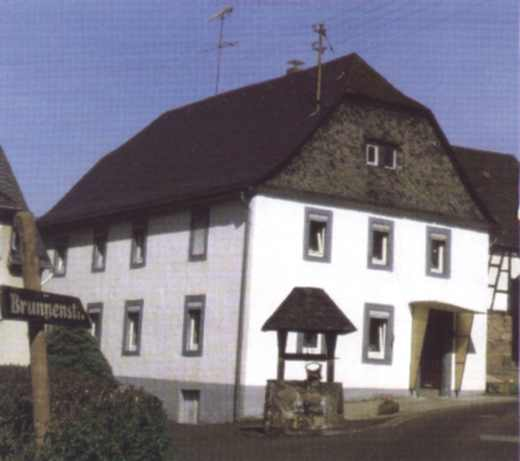
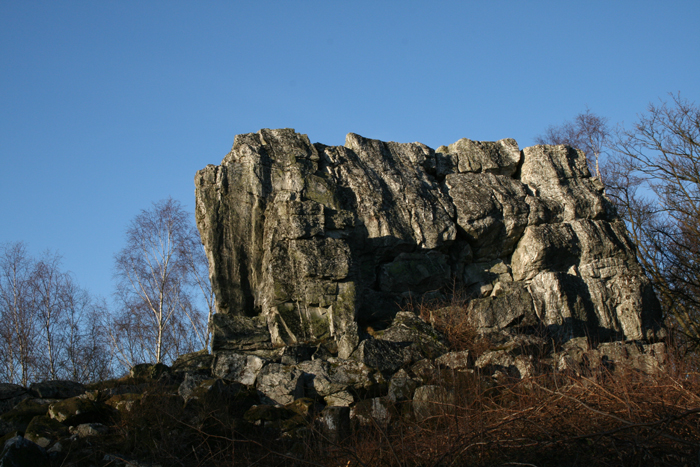
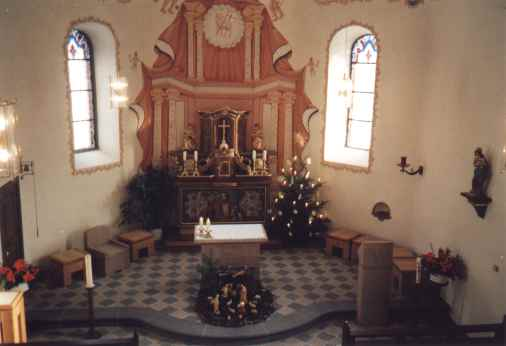
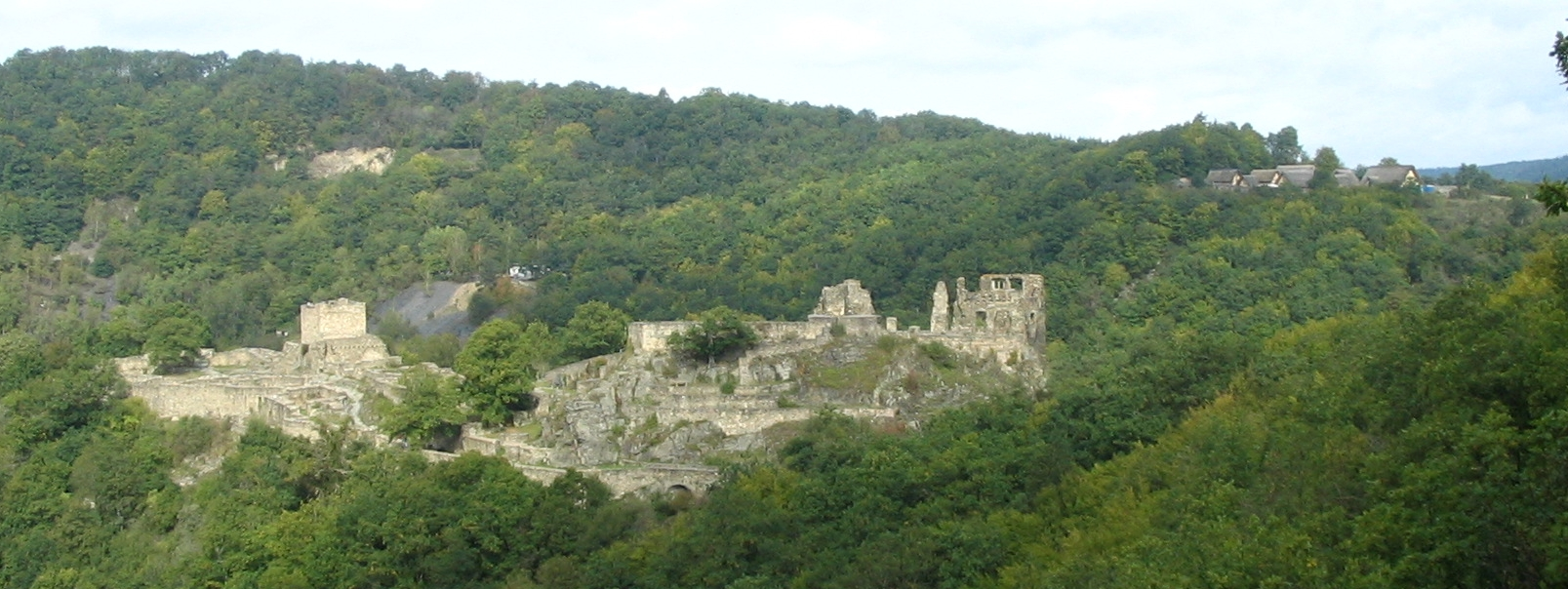
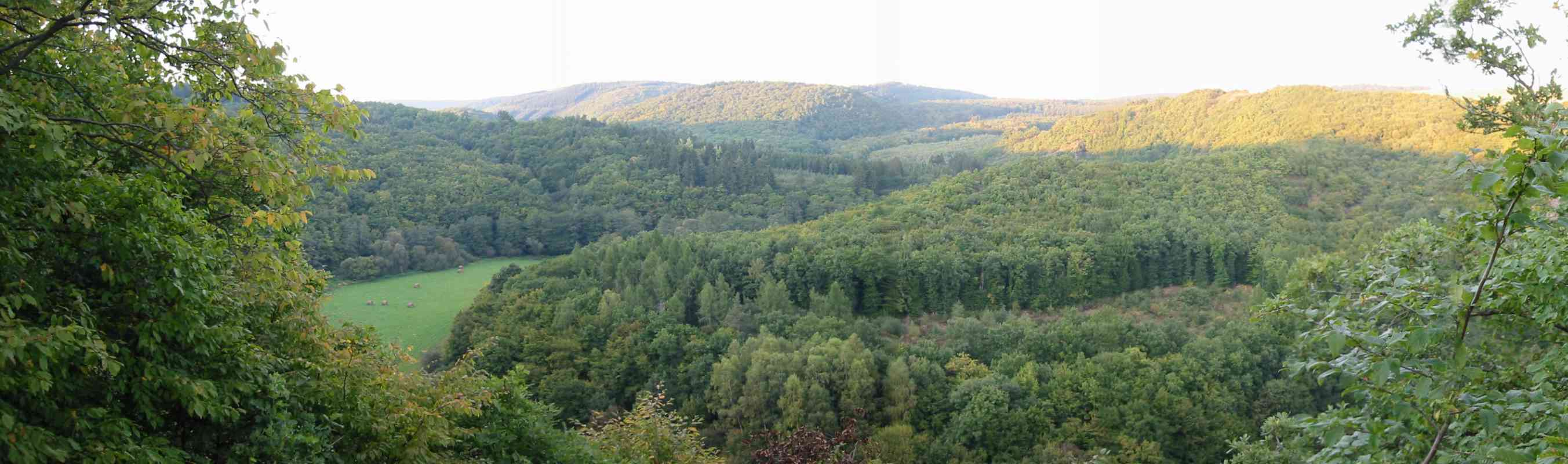